# Vånevik
Vånevik är en småort i Döderhults socken i Oskarshamns kommun. Vånevik är starkt förknippat med den stenbrytning och den s.k. Våneviksgraniten.

## Historik
Vånevik var ursprungligen en bondby. Den förekommer i dokument första gången i jordeboken över Israel Birgerssons efterlämnade gods från omkring 1351 då en gård som räntade 2 öre årligen fanns i Vånevik ("de Vmawik"). I Sten Stures jordebok från omkring 1495 upptas tre gårdar i Vånevik, från 1526 tillhörde dessa gårdar ("synderste, mellan- och nordeste" gårdarna) Gustav Vasa som arv och eget. Enligt beskrivningar från slutet av 1530-talet saknade gårdarna åker men hade äng till 10, 10 respektive 7 lass hö och fiske i Östersjön. Två av gårdarna hade humleodlingar på Tjudö och den sista på Ålgårdsskär. På söder- och mellangården såldes i slutet av 1800-talet till stenbruksägare och endast vid norrgården har jordbruk fortsatt in på 1900-talet.
Den röda graniten som förekommer vid smålandskusten i trakterna kring Oskarshamn hade sedan länge varit populär i Tyskland där den förekom som flyttblock utan att man känt till dess ursprung. Under 1800-talet lyckades man dock spåra den hit och 1870 startades ett stenbrott vid Vånevik. Stenbrottet köptes 1875 av tysken Kessel som senare med kompanjonen Röhl kom att bygga upp en större stenindustri här med ett flertal brott. Omkring 1880 hade stenindustrin omkring 400 anställda. Granit härifrån användes bland annat till Siegessäule. 
Stenhuggerifirman Kessel & Röhl byggde en arbetarkasern 1874, och 1877 uppförde de ett kontors- och bostadshus till sig själva, den s.k. Stenvillan, som idag är byggnadsminnesförklarad. Till Stenvillan hörde även en parkanläggning och ett lusthus. Bostaden kom under många år vara bostad åt Kessel & Röhl:s disponent, Karl Schylander. 
Omkring 1900 övertog firman Stenzel & Co firman Kellel & Röhls tillgångar. Första världskriget innebar ett stort avbräck för verksamheten, men dödsstöten för stenhuggeriverksamheten kom i samband med andra världskriget. Från Tyskland hade man under 1930-talet beställd stora mängder sten bland annat från Vånevik för olika byggprojekt i Nürnberg och Berlin, såsom det nya rikskansliet. Då andra världskriget bröt ut, blev den färdighuggna stenen liggande i hamnen i Vånevik. Länge fanns där en skylt som angav Eigentum des Generalbauinspektors für die Reichshauptstadt Berlin. Senare återköptes stenen och auktionerades bort. Efter kriget pågick endast mindre brytningar men därefter blev den röda graniten från Vånevik  allt mindre eftertraktad som byggnadsmaterial.

## Se även

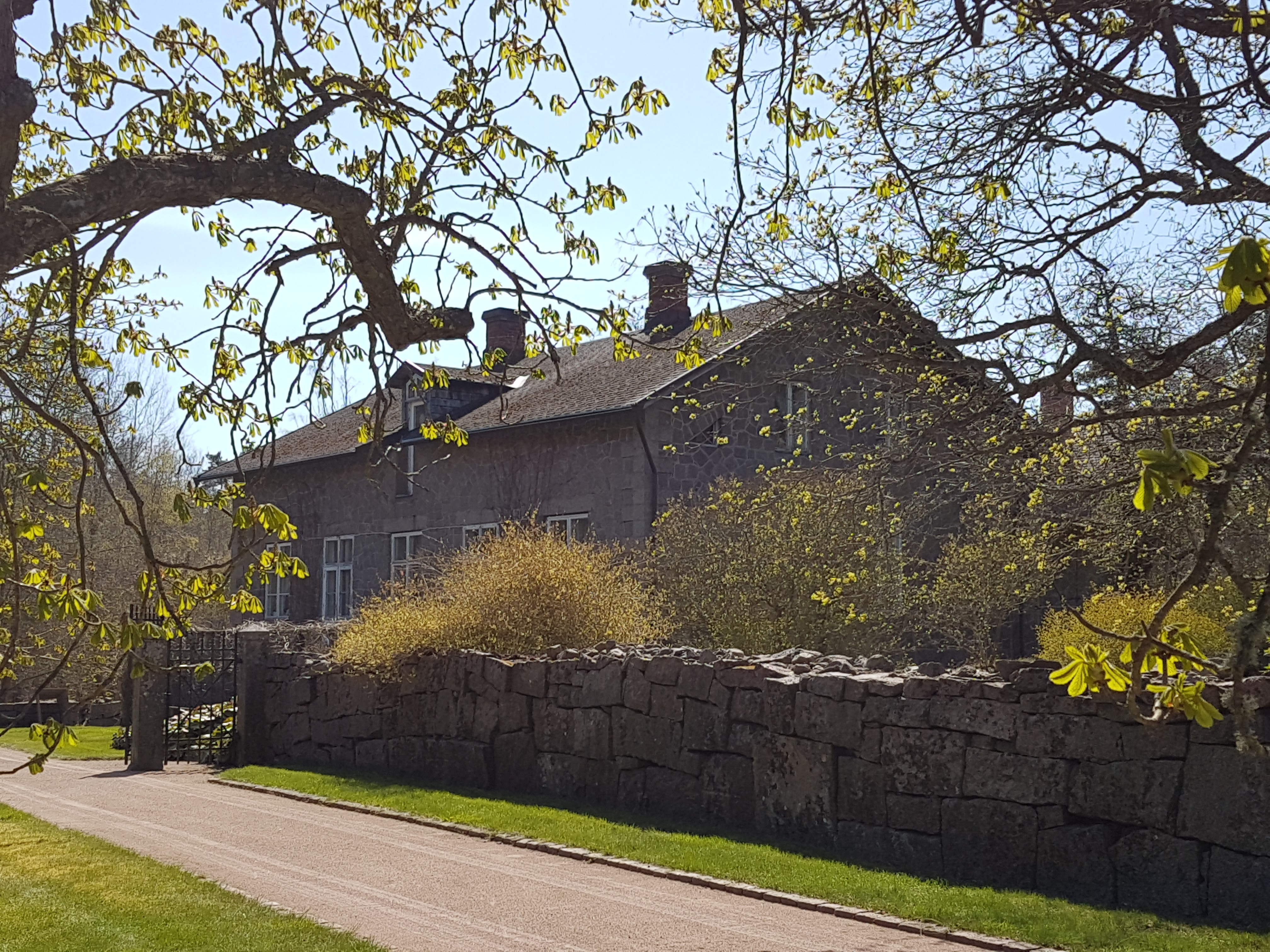
Stenvillan, Vånevik

## Befolkningsutveckling
| Befolkningsutvecklingen i Vånevik 1900–2015              | Befolkningsutvecklingen i Vånevik 1900–2015 | Befolkningsutvecklingen i Vånevik 1900–2015 | Befolkningsutvecklingen i Vånevik 1900–2015 | Befolkningsutvecklingen i Vånevik 1900–2015 |
| -------------------------------------------------------- | ------------------------------------------- | ------------------------------------------- | ------------------------------------------- | ------------------------------------------- |
|                                                          |                                             |                                             |                                             |                                             |
| År                                                       |                                             |                                             | Folkmängd                                   | Areal (ha)                                  |
| 1900                                                     | 1900                                        |                                             | 537                                         | †                                           |
| 1990                                                     | 1990                                        |                                             | 137                                         | 32#                                         |
| 1995                                                     | 1995                                        |                                             | 146                                         | 32#                                         |
| 2000                                                     | 2000                                        |                                             | 152                                         | 32#                                         |
| 2005                                                     | 2005                                        |                                             | 155                                         | 32#                                         |
| 2010                                                     | 2010                                        |                                             | 145                                         | 32#                                         |
| 2015                                                     | 2015                                        |                                             | 145                                         | 57#                                         |
| Anm.: † Som köpingsliknande samhälle 1900. # Som småort. |                                             |                                             |                                             |                                             |